# Magdalena Sibylla av Sachsen-Weissenfels
Magdalena Sibylla av Sachsen-Weissenfels, född 2 september 1648 i Halle, död 7 januari 1681 i Gotha, var en tysk kunglighet. 

## Biografi
Magdalena Sibylla var dotter till August av Sachsen-Weissenfels och Anna Maria Dorotea av Mecklenburg-Schwerin. Hon gifte sig 1668 med hertig Fredrik I av Sachsen-Gotha-Altenburg.
Barn:
1. Anna Sofia av Sachsen-Gotha-Altenburg (1670–1728), gift 1691 med furst Ludvig Fredrik I av Schwarzburg-Rudolstadt (1667–1718)
2. Dorothea Maria av Sachsen-Gotha-Altenburg (1674–1713), gift med hertig Ernst Ludvig I av Sachsen-Meiningen (1672–1724)
3. Fredrik II av Sachsen-Gotha-Altenburg (1676–1732), gift 1691 med Magdalena Augusta av Anhalt-Zerbst (1679–1740)